# Голенков Антон Анатолійович
Анто́н Анато́лійович Голенко́в (нар. 17 грудня 1989, смт. Кореїз, УССР) — український футболіст, півзахисник.

## Життєпис
Народився 17 грудня 1989 року в смт. Кореїз неподалік від Ялти. Футболом почав займатися ще в шостому класі середньої школи. Першою футбольною командою Антона став «Чорномор-Нафтогаз», у якому він провів 2,5 роки граючи на область Криму. Після цього у 2008 році отримав запрошення від команди «Фенікс-Іллічовець». Згодом Голенковим зацікавилися із Запоріжжя, і 2009 року він розпочав виступи за «Металург-2». Там він провів 1,5 роки, а згодом отримав пропозицію від МФК «Миколаїв», що виступав у Першій лізі України. У 2014 році приєднався до «Олександрії», за яку грав до кінця 2015 року, після чого покинув клуб за сімейними обставинами.
25 січня 2016 року став гравцем білоруського клубу «Торпедо-БелАЗ», але наприкінці того ж року залишив жодинську команду.
З лютого 2017 по липень 2023 років грав на першість Криму за ФК Севастополь. 
Прийняв російське громадянство.

## Досягнення
- Володар Кубка Білорусі: 2016
- Переможець Першої ліги України: 2014/15
- Срібний призер Першої ліги України: 2013/14
- Переможець Другої ліги України: 2010/11